# Гибер, Григорий Владимирович
Григо́рий Влади́мирович Ги́бер (2 апреля 1891, Херсон — 20 марта 1951, Москва) — российский и советский оператор, фронтовой кинооператор в годы Великой Отечественной войны. Заслуженный деятель искусств РСФСР (1947), лауреат Сталинской премии первой степени (1949).

## Биография
Родился 21 марта (2 апреля) 1891 года в Херсоне (по другим сведениям 2 июня 1891 года). Учился в начальном училище, торговой школе и 2-й Московской гимназии.
В кинематографе с 1907 года, начинал учеником в прокатной конторе «Глобус». В 1908 году поступил в ателье А. Ханжонкова, где монтировал заграничные фильмы, одновременно работая лаборантом; в 1913 году начал работать в ателье как самостоятельный оператор. В 1915 году был фронтовым оператором в войсках генерала А. А. Брусилова. В дни Февральской революции снимал хронику революционных событий в Петрограде, затем участвовал в съёмках эпизодов Октябрьского вооружённого восстания в Москве. Во время Гражданской войны — кинодокументалист, принимал участие в рейсах агитпоездов, сопровождал с поездом «Октябрьская революция» М. И. Калинина. Один из операторов, запечатлевших образ В. И. Ленина. В 1920 году заведовал киносекцией Краснопресненского Совета.
В 1920—1930-е годы работал на киностудиях «Севзапкино», «Кино-Москва», «Госкино», «Совкино», «Мосфильм». В 1923 году снял перелёт «Москва — Ленинград», в 1924 году был первым оператором, выехавшим для съёмок в Среднюю Азию. Входил в состав совета Дома кино (1940).
С 1941 года — фронтовой оператор.
После войны работал на ЦСДФ.
По оценке Амо Бек-Назарова, Г. В. Гибер был одним «из лучших дореволюционных операторов». В своих воспоминаниях Иван Перестиани отмечал его талант и высокий профессионализм:

Моим оператором в гурзуфской поездке был обычно Гриша Гибер, наш ханжонковский питомец, изучивший прекрасно лабораторное дело и выросший на практике в первоклассного мастера съёмки. Помимо технических знаний Гибер был человеком талантливым вообще, весёлым и очень сердечным. ‹…› Помимо всего, Гриша обладал чуткостью художника и был прекрасным пианистом, играя даже классиков по слуху, не зная ни одной ноты.
Скончался 20 марта 1951 года. Урна с прахом в колумбарии Донского кладбища.

## Фильмография
- 1912 — Трагедия перепроизводства
- 1915 — Бич человека
- 1915 — Наказанный Антоша / Беленькая и чёрненькая
- 1915 — Один намылился, другой побрился
- 1916 — Великий грех / Преступная страсть отца
- 1916 — Весёлый питомничек
- 1916 — Дачная аптека
- 1916 — Два градуса ниже нуля
- 1916 — Дочь Анны Карениной
- 1916 — Красная девица
- 1916 — Раб земли / Ценою преступления
- 1916 — Слаще яда / Шаня и Женя
- 1916 — Чем чёрт не шутит
- 1916 — Чёрный дом
- 1917 — В брачную ночь
- 1917 — Её сестра
- 1917 — Когда цветёт сирень
- 1917 — Очи старой гадалки
- 1917 — Победители и побеждённые / Ключи счастья / Роман Штейнбаха
- 1917 — Танец на вулкане
- 1918 — Позор дома Орловых
- 1918 — Ева
- 1918 — Бог мести
- 1919 — Железная пята
- 1919 — Белое и чёрное
- 1923 — Семья Грибушиных
- 1923 — Беспризорные
- 1924 — Часовня св. Иоанна
- 1924 — Бедняку впрок — кулаку в бок (короткометражный)
- 1925 — На верном следу
- 1926 — Каштанка (фильм)[13]
- 1926 — Мамут и Айше / Свадьба Борали
- 1927 — Третья Мещанская[14][15]
- 1927 — Булат-Батыр
- 1928 — Герои домны
- 1930 — Иуда[16]
- 1932 — Властелин мира
- 1942 — Сибиряки — фронту
- 1945 — Физкультурный парад 1945 года
- 1945 — Берлин (совм. с группой операторов)[17]
- 1945 — Парад Победы (совм. с группой операторов)
- 1945 — Повесть о наших детях
- 1947 — 1 мая
- 1947 — День воздушного флота (фильм)
- 1948 — В. И. Ленин

## Награды и звания
- орден «Знак Почёта» (23 мая 1940)[18]
- заслуженный деятель искусств РСФСР (1947)[19]
- орден Трудового Красного Знамени (15 сентября 1948)[20]
- Сталинская премия первой степени (1949) — за фильм «Владимир Ильич Ленин» (1948)[21][22]